# Partit Feixista Rus

Símbol del partit

El Partit Feixista Rus (PFR- rus: Российская фашистская партия,Rossískaia faixístskaia pàrtia) fou el partit feixista més famós de Rússia. Fou creat vers el 1934 a Manxúria per Konstantín Rodzaievski. El 1937/1938 va arribar a tenir un vint mil afiliats. La seva àrea d'activitat fou part de Manxúria, Xina (Xangai i altres llocs) i Corea, on hi havia exiliats russos.
L'Organització Feixista Russa (OFR- rus: Русскую фашистскую организацию Rússkuiu faixístskuiu organizàtsiu) fou el nom adoptat per una agrupació d'emigrants russos a Manxúria abans de la Segona Guerra Mundial.
Originalment, l'OFTR fou fundada el 1925 per estudiants de Dret de la Universitat Harbin Normal (Xina). Sota el lideratge del professor N.I. Nikiforov, es van inspirar en el feixisme italià per publicar la seva pròpia 'Tesi del Feixisme Rus' el 1927. Més tard començaren a introduir propaganda a la Unió Soviètica, la qual cosa va despertar l'alerta entre les autoritats xineses que finalment prohibiren la publicació d'aquests treballs. El 1931 l'OFR va quedar absorbida pel jove Partit Feixista Rus (PFR), liderat per Konstantín Rodzaievski.
Paral·lelament, Anastassi Vonsiatski fundava l'Organització Feixista de Totes les Rússies (OFTR) a Putnam (Connecticut), el 10 de maig de 1933.
Representants del PFR i de l'OFTR van reunir-se a Yokohama el 1934, on va signar un protocol per a la creació del Partit Feixista de Totes les Rússies (PFTR- rus: Всероссийскую Фашистскую Партию Vserossískuiu faixístskuiu pàrtiu) el dia 3 d'abril. Aquest fou formalment creat el 26 d'abril de 1934 a Harbin.
La fusió entre els dos grups fou bastant problemàtica perquè Anastassi Vonsiatski s'oposava a l'antisemitisme del PFR i considerava que els seus grups de suport – principalment cosacs i monàrquics – representaven un anacronisme. Així, entre octubre i desembre del 1934 es va produir la ruptura entre els dos líders destacats, Konstantín Rodzaievski i Anastassi Vonsiatski. Aquest darrer acabaria fundant el seu propi 'Partit Nacional Revolucionari Rus'.
No va ser fins a 1940 - 1941 que els dos grups van intentar tornar a cooperar, però l'inici de la guerra entre els Estats Units i el Japó va interrompre qualsevol relació. Un any més tard, quan els Estats Units entraren en la Segona Guerra Mundial, l'FBI va detenir Anastassi Vonsiatski i el seu partit va desaparèixer.
El PFR va existir mentre va durar el control japonès. El 1943 les autoritats japoneses el van clausurar. El líder del partit, Rodzaievski, fou arrestat el 1945 pels soviètics i executat el 1946.
El símbol del PFR fou una àguila imperial de dos caps, blanca, dins una esvàstica negra sobre fons blanc. La bandera fou de color taronja amb una esvàstica negra en el centre, fimbrada de blanc.

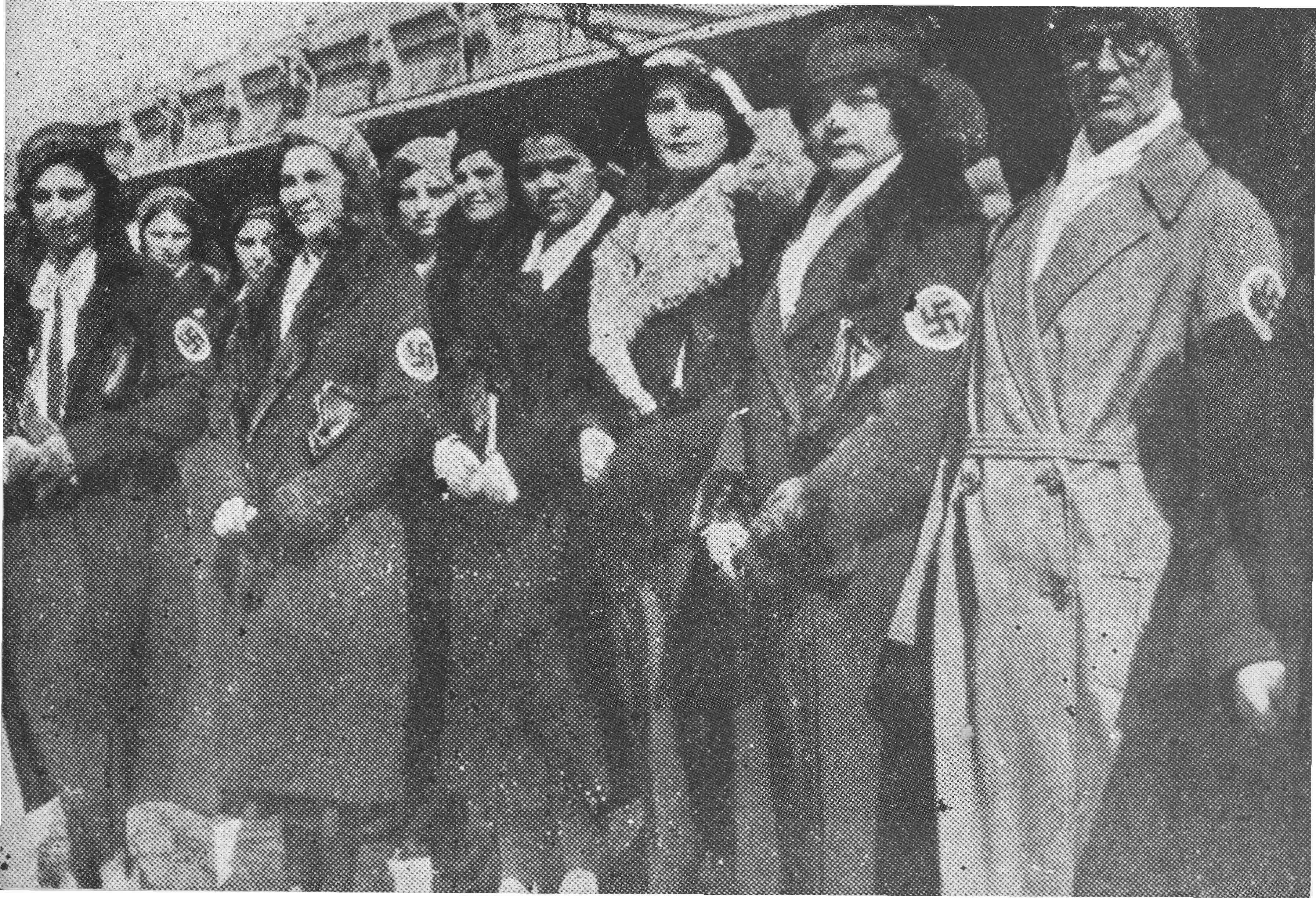
Trobada de membres del RGFD a l'estació de tren Anastassi Vonsiatski, Harbin (1934)

El moviment feixista de dones russes (rus: Российское Женское Фашистское Движение (Rossiiskoye Zhenskoye Fashistskoye Dvizheniye) fou la secció femenina del Partit Feixista Rus. Es va establir a la ciutat xinesa de Harbin i ideològicament s'adheria al feixisme rus, sota l'eslògan de "déu, nació i treball". Si bé el moviment feixista de dones russes era una secció autònoma del Partit Feixista Rus, era aquest el que establia les guies polítiques i aprovava totes les directrius de la secció femenina. Entre els papers destacats dins de la secció hi havia el de presidenta, secretaria general, tresorera i caps de propaganda. El seu uniforme era una camisa blanca, faldilla negra i un abric negre amb una esvàstica en la màniga esquerra.